# Frank Johannes Pokrzywniak

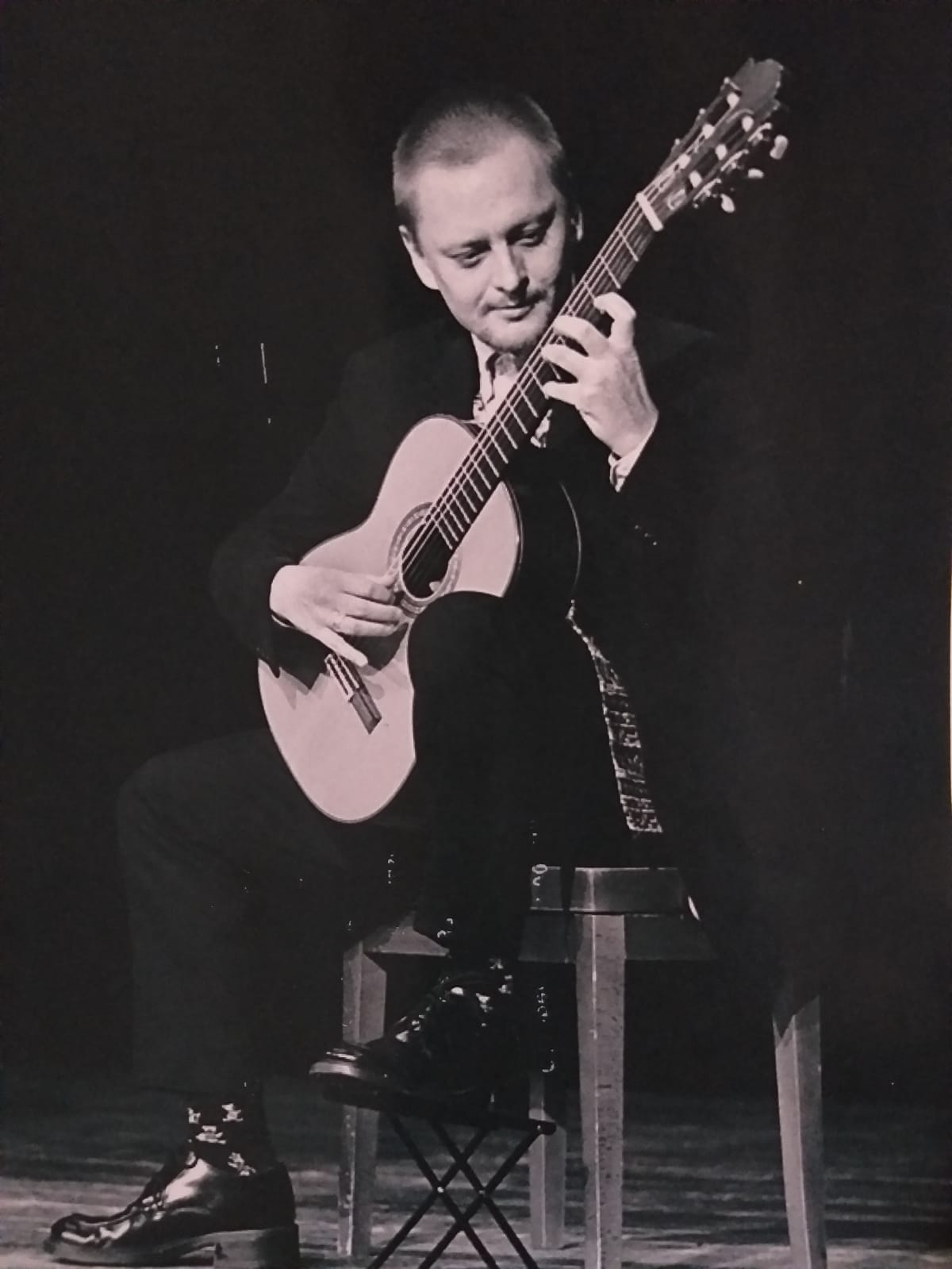
Frank Johannes Pokrzywniak beim Solokonzert (2019)

Frank Johannes Pokrzywniak (* 30. August 1964 in Bottrop) ist ein deutscher Musiker.

## Werdegang
Er absolvierte an der Folkwang Universität der Künste in Essen bei Hans Gräf ein Studium der klassischen Gitarre.
Sein Markenzeichen ist der Brückenschlag zwischen Musikstilen, Kulturgattungen und Epochen. So ist er als Gitarrist, Dozent, Dirigent, Schauspieler und Komponist tätig. Eines seiner bekanntesten Projekte war das Großprojekt ARS PRO PACE auf der Zeche Zollverein, als Kooperationspartner der Stadt Essen.
Er arbeitete als Konzertanter Gitarrist, Dirigent für sinfonischen Jazz, Filmmusik und Theatermusik, bei CD- und Videoaufnahmen, bei Kammermusik in verschiedenen Besetzungen und Als Schauspieler "...ihre ergebene Dienerin" an der Schillerbühne Halle. Außerdem gab er Duo-Gitarrenkonzerte mit Masayuki Kato.
Besondere Projekte waren ARS PRO PACE, Das blaue Konzert, "Sein oder nicht Sein; jugend MACHT", Who's afraid of William Burroughs.
Er engagiert sich für das Friedensdorf Oberhausen, ist Mitglied der Hermann Hauser Foundation und aktiv im Kulturverein Wettin e.V. tätig. Er unterstützt Amnesty International.

## Diskografie (Auswahl)
- Music made in heaven. (ProTon-Studio)
- Das klingende Weihnachtsalbum. (velber)
- Schmeckt! (EMO)
- Das blaue Konzert. Eine gemeinsame Videoproduktion von APP und FJP.

## Öffentliche Auftritte
- 1. Kunstforum Halle Eröffnungskonzert 5. November 2010
- 2. Mendelsson Haus Leipzig Solokonzert 16. Juli 2006
- 3. Foyer-Magazin Essen Interview 8. Jahrgang November 1998
- 4. Zeitungsartikel: WAZ Essen 28. Februar 1997, WAZ Essen 28. November 2000, WAZ Bottrop 28. August 2005, Trierischer Volksfreund 14. Dezember 1996, Stadtspiegel Bottrop 20. März 2004, Rhein-Ruhr-Zeitung 5. Dezember 2002, Hohenlohe Zeitung 12. Juli 2017, Torgauer Zeitung 6. Oktober 2009, Badisches Tagblatt (Rastatt) 27. Juli 2002, Stadtteilzeitung Essen Famoso Orchester Nummer 205 3. September 1999
- 5. Stadt Essen Kulturamt
- 6. Amnesty International Benefizkonzert im Brauhaus Bottrop WAZ 25. März 2004
- 7. Friedensdorf Oberhausen Friedensdorf-Tournee 1998
- 8. Zeche Zollverein Essen ARS PRO PACE 2. Oktober 1999
- 9. Galleria Kontraste (Pietrasanta) Italien Gitarrenkonzert 21. Juli 2000
- 10. Schloß Teutschenthal 2014
- 11. The Linden Tree Inn Rockport USA 2015
- 12. De Parel Domburg Holland Gitarrenkonzert 28. Dezember 2000
- 13. Kulturzentrum August-Everding Bottrop 28. August 2005
- 14. Maschinenhaus Essen Gitarren und Lichtshow Das blaue Konzert 13. Oktober 2000
- 15. Radio: WDR, Offener Kanal Essen, Radiocorax Halle UKW 95,9 Interview August 2007
- 16. Zentralstelle Friedensdorf international
- 17. Schubertiade Schloß Eyb Dörzbach 14. Juli 2007
- 18. Willi-Sitte Galerie Merseburg 20. September 2014
- 19. Tor2 Hagen Das blaue Konzert 6. Mai 2000
- 20. Schauspiel: Schillerbühne Halle "...ihre ergebene Dienerin" Spielzeit 2010
- 21. Polyhymnia Halle Saale 15. September 2017, MZ Hinweis 09.2017 und Veranstaltungstipp Monatsausgabe 09.2017 Kulturfalter und Polyhymnia online
- 22. Templersommer Wettin 2017, Online Flyer Facebook und Veranstaltungskalender Kulturfalter 07, 08 und 09, 2017
- 23. Petersberg Museum 22. Februar 2018, Ortsblatt Kütten 02. 2018, Homepage Museum und Ständehaus Merseburg Veröffentlichungen 2018
- 24. Templersommer Wettin 2018, MZ 07.2017, Online Flyer Facebook und Veranstaltungskalender Kulturfalter 07,08 und 09, 2018
- 25. Händelfestspiele Offener Bahnhof Halle, Online Veröffentlichung der Deutschen Bahn. Ab 2018, MZ Mai Ausgabe 2018 Zu den Bahnhofkonzerten, 2. Juni 2018
- 26. Burgliebenau Barockkirche 28. September 2019, Online Zeitung Halle 365 Jahresausgabe 2019, Landkreis Amtsblatt Saalekreis Drittes Quartal
- 27. Picasso Ausstellung Halle (Saale) „Die lange Picasso Nacht“ 15.04.2023, MDR Fernsehen, Radio, Flyer, Plakate